# سن-اتین-دو-بوا
سن-اتین-دو-بوا (فرانسوی: Saint-Étienne-du-Bois, Ain‎) یک کمون در دپارتمان ان، فرانسه است. این کمون ۲۸٫۳۸ مساحت و ۲٬۵۴۲ نفر جمعیت دارد.